# Dimostrazioni del piccolo teorema di Fermat
Qui di seguito troverete una collezione di dimostrazioni del Piccolo teorema di Fermat:
{\displaystyle \,a^{p}\equiv a} (mod {\displaystyle p})
per ogni numero primo {\displaystyle p} ed ogni intero {\displaystyle a}.

## Semplificazione
È da notare che basta provare
{\displaystyle a^{p-1}\equiv 1{\pmod {p}}}
per ogni intero {\displaystyle a} primo con {\displaystyle p}. Moltiplicando ambo i membri dell'ultima espressione per {\displaystyle a} si ottiene la versione esposta a inizio pagina del teorema. Se {\displaystyle a} non fosse primo con {\displaystyle p} allora {\displaystyle a^{p}\equiv 0\equiv a{\pmod {p}}} ed il teorema risulterebbe vero in ogni caso.

## Dimostrazione sfruttando i multipli del numero intero
Sfruttando la semplificazione proposta nel precedente paragrafo, si considerino i multipli di {\displaystyle a} che vanno da {\displaystyle a} stesso fino a {\displaystyle (p-1)a}. Nessuno di questi multipli può dare resto {\displaystyle 0} diviso per {\displaystyle p} perché né {\displaystyle p-1} né {\displaystyle a} sono multipli interi di {\displaystyle p}. Inoltre non può esistere una coppia di questi multipli che sia congrua modulo {\displaystyle p}, perché, se fosse per esempio
{\displaystyle ra\equiv sa{\pmod {p}}}
si avrebbe
{\displaystyle (r-s)a\equiv 0{\pmod {p}}}
Ma questo è impossibile, perché allora {\displaystyle p} dovrebbe dividere uno dei due fattori. Ma {\displaystyle a} è primo con {\displaystyle p}, e {\displaystyle r-s}, essendo {\displaystyle r} ed {\displaystyle s} numeri naturali compresi tra {\displaystyle 1} e {\displaystyle p}, è {\displaystyle (r-s)<p}. Per cui i multipli considerati hanno un resto nella divisione per {\displaystyle p} differente per ciascuno di essi, e differente da {\displaystyle 0}. Siccome consideriamo {\displaystyle p-1} multipli, tali multipli devono essere necessariamente congrui (modulo {\displaystyle p}) ai numeri {\displaystyle 1,2,3,\dots ,p-1} in un certo ordine. Ne segue, per il prodotto di tutti questi multipli:
{\displaystyle a(2a)(3a)...(p-1)a=1\cdot 2\cdot 3\cdot \dots \cdot (p-1)a^{p-1}\equiv 1\cdot 2\cdot 3\cdot \dots \cdot (p-1){\pmod {p}}}
da cui, ponendo {\displaystyle K=1\cdot 2\cdot 3\cdot \dots \cdot (p-1)}, si ha
{\displaystyle K(a^{p-1}-1)\equiv 0{\pmod {p}}.}
Dato che {\displaystyle p} è primo, l'unico modo affinché ciò avvenga è che o K o il secondo fattore sia divisibile per {\displaystyle p}. (con {\displaystyle p} primo le classi di modulo n costituiscono un dominio di integrità).
Ma {\displaystyle K} non è divisibile per {\displaystyle p}, perché non lo è nessuno dei suoi fattori; quindi deve essere
{\displaystyle a^{p-1}-1\equiv 0{\pmod {p}}.}

## Dimostrazione sfruttando il Teorema di Eulero
Questo teorema può essere visto come un corollario del  Teorema di Eulero.
Osserviamo che {\displaystyle \,\phi (p)=p-1} per ogni {\displaystyle p} primo (dove {\displaystyle \phi } indica la Funzione φ di Eulero). 
Per il Teorema di Eulero abbiamo che 
{\displaystyle \,a^{\phi (p)}\equiv 1} (mod {\displaystyle p}) 
per ogni {\displaystyle a}. Si ha quindi la tesi.

## Dimostrazione come corollario del teorema di Lagrange sui gruppi
L'insieme dei numeri interi positivi minori di {\displaystyle p} costituisce un gruppo (che chiameremo {\displaystyle G}) rispetto alla moltiplicazione modulo {\displaystyle p}, avente come elemento identità il numero {\displaystyle 1}. L'ordine (ossia il numero di elementi) di questo gruppo, che indichiamo come {\displaystyle o(G)}, è esattamente {\displaystyle p-1}. Se {\displaystyle a\in G}, si definisce ordine di {\displaystyle a} il più piccolo intero positivo {\displaystyle m} tale che {\displaystyle a^{m}} sia l'identità. Un'immediata conseguenza del teorema di Lagrange sui gruppi afferma che {\displaystyle o(a)} divide {\displaystyle o(G)}. Da questo segue che {\displaystyle a^{o(G)}} dà necessariamente l'elemento identità del gruppo, essendo {\displaystyle a^{o(G)}=a^{k(o(a))}}. Nel caso specifico, quindi, risulterà {\displaystyle a^{p-1}\equiv 1{\pmod {p}}}.

## Dimostrazione per induzione
Dimostriamo il teorema con {\displaystyle a\geq \ 1} per induzione su {\displaystyle a}: per {\displaystyle a=1} allora {\displaystyle 1=1^{p}\equiv 1}. Sia vera la tesi per {\displaystyle a}, cioè {\displaystyle a^{p}\equiv a} (mod {\displaystyle p}). Vogliamo mostrare che essa è vera per {\displaystyle a+1}. Per il teorema binomiale, abbiamo che 
{\displaystyle (a+1)^{p}=\sum _{i=0}^{p}{p \choose i}a^{i}.}
I coefficienti binomiali {\displaystyle {p \choose i}={\frac {p!}{i!(p-i)!}}} sono tutti numeri interi e quindi, dato che possono essere riscritti come {\displaystyle {\frac {p}{i}}{p-1 \choose i-1}} per {\displaystyle 0<i<p}, si ha che {\displaystyle {p}{p-1 \choose i-1}} è divisibile per {\displaystyle i} ({\displaystyle 0<i<p}); in particolare (dal momento che {\displaystyle p} è un numero primo e quindi {\displaystyle i} non divide {\displaystyle p}) pure il fattore binomiale residuo {\displaystyle {p-1 \choose i-1}}, anch'esso intero, è multiplo di {\displaystyle i} ({\displaystyle 0<i<p}); pertanto {\displaystyle {\frac {p-1 \choose i-1}{i}}} è pure un numero intero; ne segue che i coefficienti binomiali {\displaystyle {p \choose i}} sono (per {\displaystyle 0<i<p}) divisibili per {\displaystyle p} (essendo, come appena dimostrato, {\displaystyle {\frac {p \choose i}{p}}={\frac {p-1 \choose i-1}{i}}} un numero intero) ossia:
{\displaystyle {p \choose i}\equiv 0{\pmod {p}},\qquad 0<i<p.}
Otteniamo quindi che 
{\displaystyle (a+1)^{p}=\sum _{i=0}^{p}{p \choose i}a^{i}\equiv a^{p}+1\equiv a+1{\pmod {p}},}
dove la prima equivalenza ({\displaystyle \equiv }) si ottiene eliminando dai {\displaystyle p+1} addendi della sommatoria tutti quelli (dal secondo al penultimo) per cui {\displaystyle 0<i<p} (essendo tutti, come abbiamo dimostrato, divisibili per {\displaystyle p}) e la seconda (ultima) equivalenza è data dall'ipotesi di induzione. Si ha la tesi.
Se {\displaystyle a} fosse negativo, allora {\displaystyle -a} è positivo e per quanto detto sopra 
{\displaystyle (-a)^{p}\equiv -a{\pmod {p}},}
ma {\displaystyle (-a)^{p}=(-1)^{p}a^{p}}. Se {\displaystyle p} è dispari allora {\displaystyle (-1)^{p}=-1} e quindi otteniamo {\displaystyle -a^{p}\equiv -a{\pmod {p}}} che implica la tesi (moltiplicando per {\displaystyle -1} entrambi i membri), altrimenti l'unico primo pari è {\displaystyle p=2} ma in tal caso {\displaystyle -1\equiv 1{\pmod {2}}} e quindi 
{\displaystyle (-a)^{2}=a^{2}\equiv -a\equiv a{\pmod {2}}.}